# Pathet Lao
Pathet Lao (laot. ປະເທດລາວ, Kraj Laotańczyków) – antykolonialny i rewolucyjny laotański ruch polityczny. Został ukształtowany w połowie XX wieku i ostatecznie w 1975 roku przejął pełnię władzy w Laosie po wojnie domowej (1953–1975), proklamując w kraju Laotańską Republikę Ludowo–Demokratyczną. Od początku związany był z komunistami wietnamskimi, a także zaopatrywany i zorganizowany przez Demokratyczną Republikę Wietnamu. Po zdobyciu przez komunistów władzy w Laosie nazwa Pathet Lao została zarzucona.

## Geneza
Inspiracją dla ruchu była rewolucja z 1945 roku, w wyniku której niepodległość zyskał sąsiedni Wietnam. Dzięki rewolucji wietnamskiej także na krótki czas Laos stał się krajem suwerennym i republikańskim, w którym władzę objęli nacjonaliści z Lao Issara, rząd ten przetrwał jednak rok, a następnie został obalony przez Francuzów, którzy powołali tam krótkotrwałą monarchię pod protektoratem Francji. Po rozwiązaniu republiki przez siły francuskie, książę Tiao Souphanouvong przedostał się do miasta Hanoi w północnym Wietnamie, gdzie zaciągnął się do walki w szeregach niepodległościowego i antyjapońskiego oraz antyfrancuskiego ruchu oporu Việt Minh. U boku Wietnamczyków i na bazie nacjonalistycznego Lao Issara, książę utworzył Front Wolnego Laosu, grupujący wszystkich działaczy ruchu niepodległościowego bez względu na poglądy polityczne.

## Historia
Organizacja antykolonialna została założona pomiędzy 13 a 15 sierpnia 1950 na Kongresie Delegatów Ludowych zorganizowanym z inicjatywy księcia Tiao Souphanouvona. Celem grupy było zdobycie niepodległości kraju i pełnej suwerenności, w niepodległym Laosie według programu partii wszystkie grupy etniczne uzyskać miały równe prawa. Partia opowiedziała się za kontynuowaniem walki z francuskimi kolonialistami u boku Wietnamczyków i Khmerów.
Na początku lat 50. zarówno niepodległościowy Pathet Lao, jak i pozostające pod protektoratem francuskim Królestwo Laosu rozwijały struktury wojskowe. W kwietniu 1953 oddziały Pathet Lao Viet Minh na czele z Võ Nguyên Giápem zaatakowały wojska francuskie z terenów Wietnamu Północnego. Oddziały te zostały jednak odparte przez armię kolonialną. Wycofującym oddziałom udało się zająć północno-wschodnią prowincję kraju, gdzie utworzona została baza ruchu. Zdobycie Sam Neua rozpoczęła w Laosie wojnę domową, która trwała aż do roku 1975. Na czele rządu Laosu utworzonego przez ruch oporu stanął Souphanouvong. Na skutek konfliktu w Laosie, Francuzi osłabieni starciami z organizacjami niepodległościowymi w Indochinach, nadali Laosowi formalną niepodległość jednak władzę objął profrancuski rząd niemający większego poparcia.
Po bitwie pod Dien Bien Phu, w 1954 roku, w Genewie odbyła się konferencja pokojowa z udziałem Pathet Lao. Utrzymano na niej niepodległość Laosu, jednakże utrzymano w mocy narzucony przez Francję traktat o przyjaźni i współpracy. Po konferencji z walk przeciwko Pathet Lao, stopniowo wycofali się Francuzi, a ich rolę przejęli Amerykanie. Rozpoczęli oni potajemne wspieranie wojsk królewskich, w wyniku czego już w 1955, 80% środków armii laotańskiej pochodziło z rąk amerykańskich. W 1956 roku do rządu wszedł przyrodni brat księcia Souphanouvonga, Souvanna Phouma. Na skutek tego Pathet Lao zgodziło się na zawieszenie broni, a w zamian rząd królewski uznał legalność rządów Pathet Lao na zajętych przez rebeliantów terenach. Zawieszenie broni okazało się klęską Amerykanów, którzy zostali zmuszeni do kontynuowania tajnej wojny za pośrednictwem Hmongów, których oddziały przeszkolone przez Amerykanów stanęły do walki przeciw nacjonalistom.
W 1957 Pathet Lao przekazało rządowi królewskiemu kontrolę nad zajmowanym terenem w zamian za teki ministerialne dla dwóch przedstawicieli ruchu. Jednym z nowych ministrów został książę Souphanouvong. Przeprowadzone rok później wybory umocniły wpływy ruchu. Na skutek interwencji Amerykanów rząd został zmuszony do ustąpienia a pomoc amerykańska dla króla została zawieszona. Amerykanie zastąpili dotychczasowy rząd rządem konserwatystów, który przystąpił do zbrojnej kampanii przeciwko Pathet Lao. Głównymi postaciami ruchu byli: książę Souphanouvong, Kaysone Phomvihane, Phoumi Vongvichit, Nouhak Phoumsavanh oraz Khamtai Siphandon. W sierpniu 1960 roku, gdy Kong Le, dowódca 2 Bataillon Parachutistes Armii Laotańskiej, dokonał udanego zamachu stanu w Wientianie i wezwał wszystkie obce wojska – przede wszystkim Amerykanów – do opuszczenia kraju, a Pathet Lao udzieliła mu swego poparcia. Po zdławieniu puczu przez wojska prorządowe Kong Le i siły Pathet Lao, osłaniane przez siły północnowietnamskie, wycofały się na północ. W 1960 premierem został ponownie Souvanna Phouma, w obliczu czego były proamerykański minister obrony Phumi Novasana rozpoczął okupację stolicy, zmuszając tym samym Phouma do ucieczki do sąsiedniej Kambodży.
Pathet Lao od lat 60. walczył z  wojskami amerykańskimi. W latach wojny wietnamskiej przetrzymywał na terytorium Laosu pewną liczbę amerykańskich jeńców wojennych, jak np. Davida Hrdlickę więzionego w jaskiniach na północ od miejscowości Ban Na Kay Tay.
Pathet Lao uważana była za laotański odpowiednik Việt Minhu i Vietcongu. Określenie to z czasem stało się ogólną nazwą dla laotańskich komunistów. Kojarzonym z nią ugrupowaniem politycznym stała się w latach 1955–1972 Laotańska Partia Ludowa, a w końcu Laotańska Partia Ludowo-Rewolucyjna (od 1972 do dziś). Od chwili oficjalnego przejęcia władzy w listopadzie 1975 roku i obalenia króla Savang Vatthana Pathet Lao nie zaprzestał działalności, przekształcając się z ruchu partyzanckiego w ugrupowanie rządzące i w odróżnieniu od kambodżańskich Czerwonych Khmerów był właściwie przedłużeniem środowiska wietnamskich komunistów, będąc pod ich kontrolą. W kwietniu 1975 roku, po upadku rządu w Wietnamie Południowym, Pathet Lao podpisała z Wietnamem porozumienie, na mocy którego zezwolono armii wietnamskiej na stałe przebywanie w Laosie. Ostatni żołnierze wietnamscy wycofali się z Laosu w 1988 roku.